# Adam Moszyński

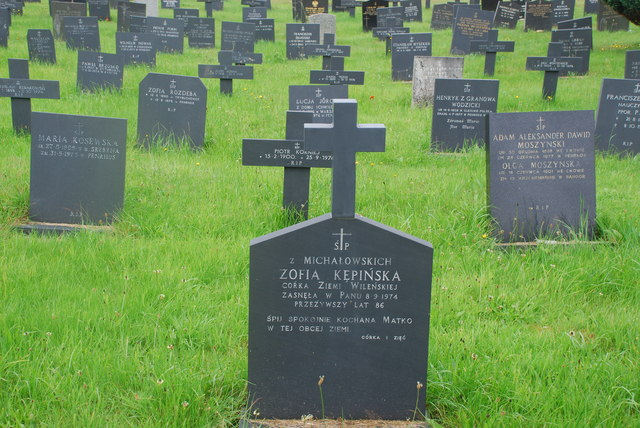
Nagrobek Adama i Olgi Moszyńskich na cmentarzu w Pwllheli (z prawej w drugim rzędzie)

Adam Aleksander Dawid Moszyński herbu Łodzia (ur. 30 grudnia 1898 we Lwowie, zm. 24 czerwca 1977 w Penrhos) – major artylerii Polskich Sił Zbrojnych.

## Życiorys
Urodził się 30 grudnia 1898. Był synem Aleksandra. W 1916 zdał egzamin dojrzałości w C. K. IV Gimnazjum we Lwowie.
W poborze majowym 1916 został powołany do służby wojskowej podczas I wojny światowej. U kresu wojny wziął udział obronie Lwowa w trakcie wojny polsko-ukraińskiej. Po odzyskaniu przez Polskę niepodległości 1918 został przyjęty do Wojska Polskiego. Został awansowany na stopień porucznika rezerwy artylerii. W latach 20. i 30. był oficerem rezerwowym 6 pułku artylerii ciężkiej we Lwowie i pozostawał wówczas w ewidencji Powiatowej Komendy Uzupełnień Lwów Miasto. Na stopień kapitana został mianowany ze starszeństwem z 1 stycznia 1935 i 4. lokatą w korpusie oficerów rezerwy artylerii.
Po wybuchu II wojny światowej był zmobilizowany. Po agresji ZSRR na Polskę z 17 września 1939 został aresztowany przez Sowietów. Był osadzony w obozie w Starobielsku, skąd od 5 kwietnia do 12 maja 1940 polscy jeńcy byli wywożeni i byli zabijani w ramach zbrodni katyńskiej. W dniu 12 maja 1940 w grupie 19 jeńców został wywieziony w transporcie kolejowym przez Charków, Babynino do obozu Pawliszczew Bor, gdzie dotarło 16 z nich. Później był osadzony w obozie jenieckim NKWD w Griazowcu od 1940 do 1941.
Pod koniec lat 40. był w stopniu majora i w tym charakterze jako oficer rezerwy pozostawał do końca życia. Był autorem publikacji zatytułowanej Lista Katyńska, wydanej w maju 1949 w Londynie nakładem emigracyjnej oficyny polskiej Gryf (po raz pierwszy Lista Katyńska była ogłoszona na łamach emigracyjnego tygodnika „Orzeł Biały” począwszy od numeru pisma 41 (327), str. 3-4, z 9 października 1948).
We wstępie do opracowania tak opisał zamiar stworzenia tego dzieła:

Opracowania tej „Listy Katyńskiej” podjąłem się jako jeden spośród znikomej garstki pozostałych przy życiu byłych jeńców obozu Starobielsk. Chciałem w ten sposób spłacić Opatrzności Bożej cząstkę długu wdzięczności za własne ocalenie, a równocześnie oddać tę niejako ostatnią posługę tym wszystkim współjeńcom, którzy tragicznym zrządzeniem losu musieli złożyć swe życie w ofierze.

Po wyczerpaniu nakładu pierwszego wydania oraz po wprowadzeniu uzupełnień, sprostowań i poprawek w zawartości, zostało opublikowane drugie wydanie Listy Katyńskiej w grudniu 1972 w Penrhos w Walii. Czwarte wydanie publikacji (1982) ukazało się w 1989 po raz pierwszy w oficjalnym obiegu w Polsce.
Był członkiem rady Stowarzyszenia b. Sowieckich Więźniów Politycznych. Pełnił funkcję prezesa Koła Stowarzyszenia Polskich Kombatantów, od 1949 był pracownikiem administracyjnym Polskiego Osiedla w Penrhos.
Zmarł na emigracji w Polskim Osiedlu w Penrhos 24 czerwca 1977. Został pochowany na cmentarzu w Pwllheli. Spoczęła tam także jego żona Olga (1901–1986).
25 czerwca 1977 Adam Moszyński został odznaczony pośmiertnie przez Prezydenta RP na Uchodźstwie Krzyżem Kawalerskim Orderu Odrodzenia Polski.